# Gmina Vermillion (Iowa)

Położenie Gminy Vermillion w hrabstwie Appanoose

Gmina Vermillion (ang. Vermillion Township) – gmina w USA, w stanie Iowa, w hrabstwie Appanoose. Według danych z 2000 roku gmina miała 815 mieszkańców.